# 文匯報 (香港)
文匯報（ぶんわいほう、Wen Wei Po）は、香港に拠点を置く繁体字中国語の日刊新聞。
中国共産党の政策に沿った論調が非常に鮮明で、「中国共産党の代弁者」、香港の左派紙と称される新聞の一つ。中国政府から中国大陸での発行・販売が認められている。1989年、編集部が公に六四天安門事件で軍が出動したことに異議を申し立てたのは極めて稀な例外的出来事であり、結果、編集部はその後短期間で置き換えられた。
中国共産党港澳工作委員会のコントロール下にあるとされ、中央政府駐香港連絡弁公室に対して直接責任を負うとみられる香港大公文匯傳媒集團（2016年成立）の傘下にある。
1938年1月に上海で創刊された文匯報が1947年5月24日に発行停止になったのを受け、記者・編集者・職員の一部が香港に渡り、1948年9月9日に香港版が創刊された。

## 内容
文匯報は毎日ニュースやスポーツ、エンターテインメントなどの部門のある約48ページの新聞である。香港の他の新聞と比べて、中国大陸の政治や経済、社会、教育、文化を多く扱っているが、エンターテインメントや人物関連の話題は少ない。最近は文匯報は中国をめぐる中華人民共和国指導部の訪問に関するニュースを集めに記者を派遣し始めている。

### 宇宙と軍事関連
文匯報は定期的に中華人民共和国の宇宙開発や軍備増強に関する一次情報を漏らすことで知られている。典型的な例は、神舟7号の打ち上げ日であり、情報は新聞の創刊60周年記念やスペースシャトル計画、空輸計画として明らかにされた。
この点では文匯報は香港の大公報や北京青年報のような同じ読者層を対象にするニュースグループとともに独占的なハイテクニュースを配信する特権を有している。

## 市場
文匯報は中国大陸で販売することが認められている。旅行者は広い大陸の都市のホテルで容易に文匯報を入手できる。文匯報は香港より大陸で流通している。
大陸では最も大衆的な香港の新聞の一つとして文匯報は大陸の異なる都市の企業の広告を多く出している。オンライン版でさえ大陸の広告が多くあり、新聞の広告収入は、主に中国大陸の市場に支えられている。

## 編集方針
文匯報は中国共産党や中華人民共和国政府を支援する新聞とされている。結果として報道は主に中国にとって「明るく」前向きなものとなっている。
文匯報はセンセーショナルな報道や流血の写真がほとんどなく「洗練された」新聞ともみなされている。政治や中国以外の問題に関する報道は、信頼できる。
Ming K. Chanの著書香港の中国との再統合の挑戦によると、文匯報は中華人民共和国政府の「代弁者」である。
香港における低い信頼度と狼狽にもかかわらず、この代弁者は中華人民共和国企業からの広告収入で資産状況は良い……文匯報は多くの基金を受けている……二つの新聞は、批判する目的で筆名で多くの新華社関連の批評を載せ、中国の批判を暗示している。

## 信頼度
香港中文大学マスコミュニケーション・世論調査センター（香港中文大學傳播與民意調查中心）により、1997年、2001年、2006年、2009年、2010年、2013年、2016年、2019年の7回行われたマスメディアの信頼性評価に関する世論調査で、文匯報は各回とも最下位近くに位置し、2009年以降は評価の点数も低下傾向にある。

## 天安門事件に関する編集
1989年5月21日、六四天安門事件につながる民主化要求デモに対する香港における憂慮が最高点に達し、文匯報は戒厳令に反対する基本方針を採り、社説は「痛心疾首！」という漢字4文字で埋められた。この決定は1951年から社長を務める李子誦と編集長金尭如により行われた。金はアメリカ合衆国に亡命し、李はその後まもなくして解任された。

## 世界の文匯報
北京や上海、雲南省など大陸の33支局が大陸でのニュース収集や各地の役所や広告主との関係創出に役立っている。東京やロンドン、ニューヨークのような世界の大都市にも記者がいる。
文匯報は海外版が五つある。最も新しいのが、2003年10月8日にマニラで創刊されたフィリピン版である。他に海外版は、アメリカ合衆国サンフランシスコやインドネシアのジャカルタ、カナダのトロント、タイバンコクで発行されている。欧州航空版もある。

## DVDアーカイブ
文匯報は1939年から1998年までの新聞の記事や表、写真などの目次全てを集めたDVD13巻を発行している。利用者はキーワードで必要な情報を検索できる。

## 上海の文匯報
上海の文匯報は、香港の文匯報とは独立した新聞である。知識層を主な読者とする。1997年に新民晩報と、2013年には解放日報グループと経営統合し、現在は「上海報業集団」というメディアグループを形成する。

## 参照
1. ↑  “神舟七号提前至月底升空”. Wen Wei Po (2008年9月2日). 2008年9月2日閲覧。
2. ↑  “国产空天飞机三年内试飞”. Wen Wei Po (2007年12月10日). 2008年9月4日閲覧。
3. ↑  Media Credibility of Wen Wei Po
4. ↑  http://www.com.cuhk.edu.hk/ccpos/b5/research/Credibility_Survey%20Results_2019_CHI.pdf
5. ↑  The editor who stood up to Beijing, South China Morning Post, Peter So, 13 May 2012